# Pawinee Ruamrak
Pawinee Ruamrak (thailändisch ภาวิณี รวมรักษ์; * 21. Oktober 2003) ist eine thailändische Tennisspielerin.

## Karriere
Pawinee spielt bislang vorrangig auf der ITF Women’s World Tennis Tour, wo sie bisher aber noch keinen Titel gewinnen konnte.